# Gramática de papel e referência
A gramática de papel e referência ou RRG (sigla em inglês de role and reference grammar) é uma teoria linguística desenvolvida por William Foley e Robert Van Valin, em 1980, na qual incorpora vários dos pontos existentes nas teorias da gramática funcional.
Em RRG, a descrição de uma frase em um idioma específico é formulada em termos de sua estrutura lógica (semântica) e funções comunicativas, e os procedimentos gramaticais que estão disponíveis no idioma para a expressão desses significados.
Entre as principais características da RRG está o uso da decomposição lexical, baseada na semântica do predicado de David Dowty (1979), uma análise da estrutura da oração, e o uso de um conjunto de papéis temáticos organizados numa hierarquia na qual o papel principal é ocupado pelo sujeito ativo e o sujeito passivo.